# The Best of LeAnn Rimes
The Best of LeAnn Rimes è un album di raccolta della cantante country statunitense LeAnn Rimes, pubblicato nel 2004.

## Tracce
1. Can't Fight the Moonlight – 3:36 (Diane Warren)
2. Life Goes On – 3:34 (Andreas Carlsson, Desmond Child, LeAnn Rimes)
3. How Do I Live – 4:27 (Warren)
4. I Need You – 3:49 (Dennis Matkosky, Ty Lacy)
5. We Can – 3:39 (Warren)
6. Last Thing on My Mind (duetto con Ronan Keating) – 3:57 (Ronan Keating, Steve Robson)
7. This Love – 3:53 (Rimes, Marc Beeson, Jim Collins)
8. But I Do Love You – 3:20 (Warren)
9. Written in the Stars (duetto con Elton John) – 4:19 (Elton John, Tim Rice)
10. Suddenly – 4:00 (Carlsson, Child)
11. The Right Kind of Wrong – 3:48 (Warren)
12. Commitment – 4:36 (Tony Colton, Tony Marty, Bobby Wood)
13. Please Remember – 4:34 (Warren)
14. Crazy – 2:55 (Willie Nelson)
15. Blue – 2:49 (Bill Mack)
16. Looking Through Your Eyes – 4:00 (David Foster, Carole Bayer Sager)
17. You Light Up My Life – 3:38 (Joe Brooks)
18. One Way Ticket (Because I Can) – 3:34 (Keith Hinton, Judy Rodman)
19. How Do I Live (Mr. Mig Dance Radio Edit) – 3:57 (Warren)
20. Can't Fight the Moonlight (Latino Mix) – 3:35 (Warren)